# Eupithecia kuldschaensis
Eupithecia kuldschaensis es una especie de polilla de la familia Geometridae. La especie fue descrita por primera vez por Otto Staudinger habiendo sido descrita en 1897, con distribución en Asia. El holotipo de la especie fue descrito en el sector en la región de Sinkiang. Se considera la primera especie del género en ser descrito en la China continental.: 2 

## Descripción
Es una polilla pequeña, con una envergadura de unos 22 milímetros (0,9 plg). El color de fondo de las alas es ocre con un tinte grisáceo.: 361  Tanto las alas anteriores como las posteriores son de un ocre pálido teñido de gris, siendo las posteriores ligeramente más pálidas que las anteriores. El color de fondo del ala anterior es gris muy claro, el tinte amarillento-ocre es débil, la vena medial y sus ramas y también la submedial están marcadas con puntos negruzcos. En ambas alas, el área terminal está oscurecida con una línea subterminal débil y ondulada, que es blanca en el ala anterior y blanquecina en el ala posterior. 
Tiene gran similitud con la especie de Rusia Eupithecia biornata, tanto en apariencia como en la morfología genital de los machos y especialmente de las hembras.

## Distribución
Se encuentra en Mongolia, China y el sureste de Kazajistán. Se ha encontrado a una altitud de entre 1200 a 2000 metros (3937,0 a 6561,7 pies), y está en vuelo en una sola generación desde mediados de junio hasta mediados de julio.